# Stora bäckenet
Stora bäckenet kan även syfta på det geografiska området Great Basin

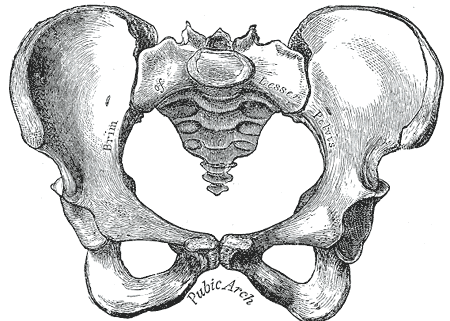
Kvinnlig bäcken sett framifrån.
Illustration: Gary's Anatomy, 1918. (PD)

Stora bäckenet (latin: pelvis major) är, i människans skelett, den delen av bäckenet (pelvis) som ligger ovanför och framför linea terminalis. Det avgränsas lateralt av tarmbenen (os ilium), framtill består det av öppningen mellan tarmbenens mediala kanter och baktill av korsbenets (os sacrum) övre ledyta och de angränsande två fördjupningarna vid sakroiliakalederna.
Stora bäckenet fungerar som stöd åt inälvorna och muskelfäste åt flera av lårets stora skelettmuskler.